# Balkova Lhota
Balkova Lhota település Csehországban, a Tábori járásban. Balkova Lhota Radkov, Meziříčí, Svrabov, Tábor, Dražice és Jistebnice településekkel határos. Lakosainak száma 148 fő (2024. január 1.).

## Népesség
A település lakosságának változását az alábbi diagram mutatja:
| Lakosok száma | 247  | 233  | 241  | 170  | 122  | 120  | 129  | 138  | 143  | 148  |
|               | 1869 | 1900 | 1921 | 1961 | 1980 | 2011 | 2016 | 2019 | 2021 | 2024 |